# Куаутемок Бланко
Куаутемок Бланко Браво (шп. Cuauhtémoc Blanco Bravo; Мексико сити, 17. јануар 1973) је бивши мексички фудбалер. Био је члан фудбалске репрезентације Мексика.

## Каријера
Као 19-годишњак дебитовао је у мексичкој Примери за Америку. Окушао се и у Европи почетком века, али се после само две сезоне у Реал Ваљадолиду вратио у Америку. У својој повратничкој сезони освојио је прву од три узастопне титуле најкориснијег играча лиге. Априла 2007. године Бланко је потписао за Чикаго фајер, члана професионалне лиге САД (МЛС). На ‘Тојота парку’ дочекало га је 5000 фанова, а већ следеће сезоне постао је други најплаћенији играч МЛС-а, иза суперстара ЛА галаксија Дејвида Бекама. По истеку уговора вратио се 2009. у Мексико где је потписао за клуб Веракруз.
Бланко је један од најбољих офанзивних везних играча Мексика свих времена, а за репрезентацију је одиграо 120 утакмица и са 39 голова је други најбољи стрелац у историји. Учествовао је на два Светска првенства (1998. и 2002), што му је било довољно да постане други најбољи стрелац селекције на Мундијалима. Пропустио је шампионат 2006. у Немачкој услед несугласица са селектором Рикардом Лаволпеом. Доласком Хавијера Агиреа на место првог тренера, Бланко је поново постао стандардан члан репрезентације и 2010. године заиграо на шампионату у Јужној Африци.

### Репрезентација
| Репрезентација | Година | Утакмице | Голови |
| -------------- | ------ | -------- | ------ |
| Мексико        | 1995   | 1        | 0      |
| Мексико        | 1996   | 11       | 4      |
| Мексико        | 1997   | 15       | 4      |
| Мексико        | 1998   | 15       | 3      |
| Мексико        | 1999   | 18       | 8      |
| Мексико        | 2000   | 4        | 5      |
| Мексико        | 2001   | 4        | 5      |
| Мексико        | 2002   | 7        | 1      |
| Мексико        | 2003   | 2        | 0      |
| Мексико        | 2004   | 2        | 0      |
| Мексико        | 2005   | 4        | 0      |
| Мексико        | 2006   | 1        | 0      |
| Мексико        | 2007   | 11       | 4      |
| Мексико        | 2008   | 3        | 0      |
| Мексико        | 2009   | 7        | 3      |
| Мексико        | 2010   | 14       | 2      |
| Мексико        | 2011   | 0        | 0      |
| Мексико        | 2012   | 0        | 0      |
| Мексико        | 2013   | 0        | 0      |
| Мексико        | 2014   | 1        | 0      |
| Укупно         | Укупно | 120      | 39     |